# Allium yuanum
Allium yuanum är en amaryllisväxtart som beskrevs av Fa Tsuan Wang och Tang. Allium yuanum ingår i släktet lökar, och familjen amaryllisväxter. Inga underarter finns listade i Catalogue of Life.